# Religious Tract Society

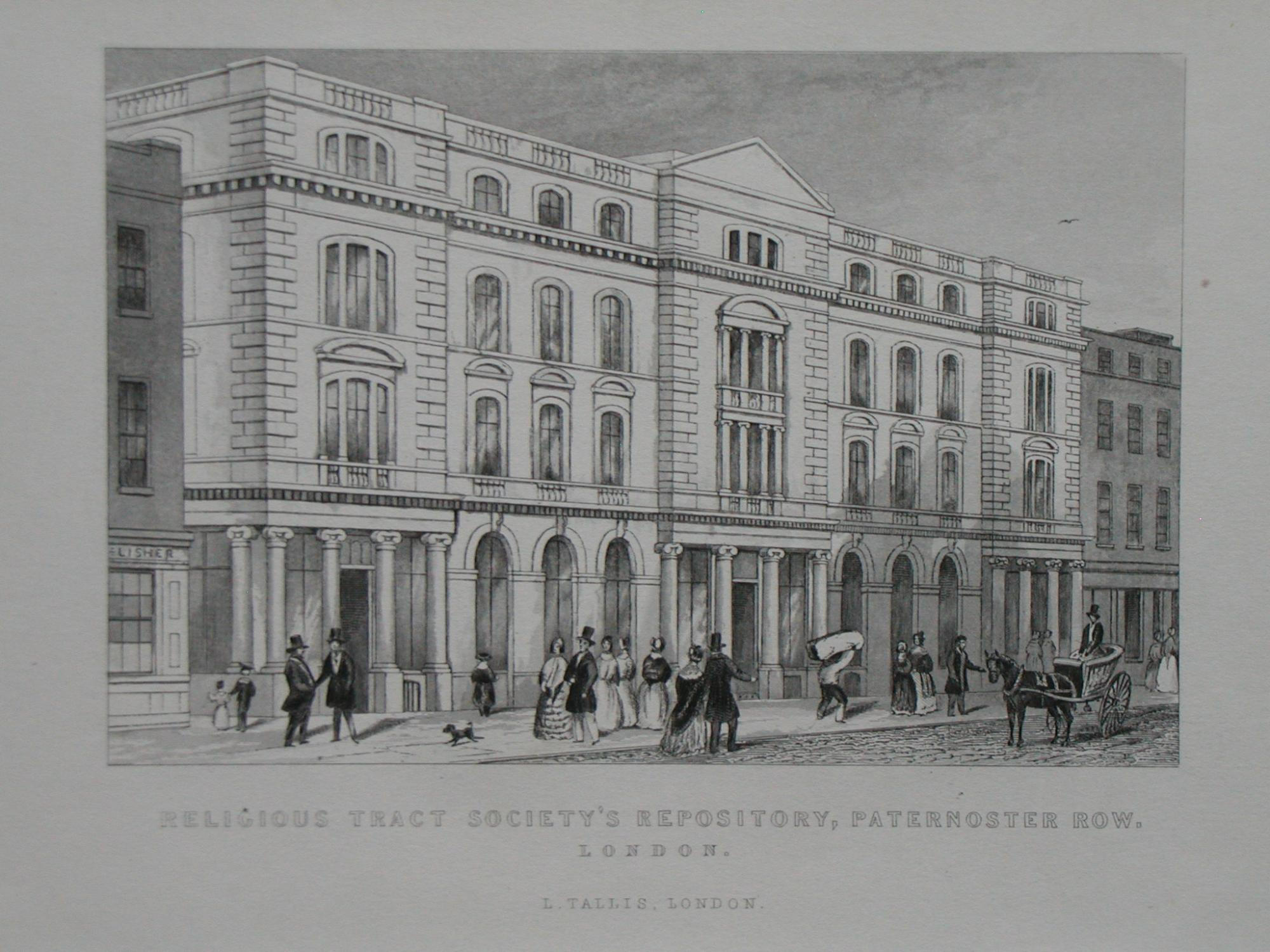
O armazém da Religious Tract Society no número 56 da Paternoster Row, inaugurado em 1844.

Religious Tract Society (RTS) foi uma organização cristã evangélica britânica fundada em 1799 e conhecida por publicar uma variedade de textos religiosos e quase religiosos populares no século XIX. A sociedade se dedicava a atividades de caridade e também a empreendimentos comerciais, publicando livros e periódicos com fins lucrativos.
Os periódicos publicados pela RTS incluíam Boy's Own Paper, Girl's Own Paper e The Leisure Hour .

## Formação e história inicial
A ideia da sociedade veio do ministro congregacionalista George Burder, que levantou a ideia ao se reunir com a Sociedade Missionária de Londres (fundada em 1795) em maio de 1799. Foi formalmente estabelecida em 10 de maio de 1799, tendo um tesoureiro, um secretário e dez membros do comitê, com membros obrigados a subscrever "meio guinéu ou mais anualmente". Seus membros iniciais provinham da Sociedade Missionária de Londres e incluíam:
- David Bogue, Independente;
- Robert Hawker, anglicano;
- Joseph Hughes, batista;  e
- Joseph Reyner como tesoureiro, parceiro de negócios de Joseph Hardcastle, Independente.

Na sua formação, a sociedade contou com o apoio de bispos, incluindo Shute Barrington (Durham) e Beilby Porteus (Londres).
Inicialmente, o único objetivo declarado da sociedade era a produção e distribuição em toda a Grã-Bretanha de panfletos religiosos – panfletos curtos que explicavam os princípios da religião cristã, com o objectivo de difundir a salvação às massas. 
A sociedade era interdenominacional, incluindo membros pertencentes à maioria dos ramos do protestantismo na Grã-Bretanha (como congregacionalistas, batistas e quacres), bem como as igrejas estabelecidas da Inglaterra e da Escócia. No entanto, excluiu os católicos romanos e os unitaristas. 

## Panfletos
Durante os primeiros 25 anos de existência da sociedade, a sua principal atividade foi a publicação e distribuição de panfletos religiosos. O primeiro panfleto da RTS foi An Address to Christians, Recommending the Distribution of Cheap Religious Tracts, de David Bogue, que listou sete recomendações para escrever panfletos religiosos eficazes, incluindo que sejam "simples", "impressionantes", "divertidos" e "adaptados para diversas situações e condições" do seu público.  Esses princípios foram seguidos pelos panfletos escritos no século XIX.
Em seu primeiro ano de existência, a sociedade tinha um catálogo de 34 panfletos e imprimiu 200 mil exemplares. Sua produção aumentou ao longo dos anos e, em 1820, seu catálogo incluía 279 panfletos e imprimia mais de 5 milhões anualmente.
A partir de 1814, a sociedade começou a publicar alguns panfletos específicos para crianças.

## Publicação comercial
Nas décadas de 1820 e 1830, a sociedade começou a publicar comercialmente livros encadernados e periódicos para adultos e crianças, afastando-se do seu foco anterior em panfletos e levando a um aumento acentuado na renda da sociedade. Esta mudança foi alvo de algumas críticas dentro e fora da organização. Os subscritores da sociedade levantaram preocupações de que as suas contribuições estivessem a ser utilizadas para subsidiar livros destinados a um público de classe média e com preços fora do alcance das famílias da classe trabalhadora que representavam os alvos anteriores dos esforços evangélicos da sociedade. Em 1825, a sociedade separou formalmente a contabilidade de seu trabalho de caridade e comercial no que chamou de "Fundo Benevolente" e "Fundo Comercial", a fim de dar maior transparência sobre como os fundos de subscrição eram usados. A partir de 1835, o Fundo Comercial tornou-se totalmente autossuficiente, com alguns lucros da publicação comercial fluindo para o Fundo Benevolente.
Na década de 1840, a RTS tornou-se uma editora de porte considerável, com mais de 60 funcionários e um catálogo de mais de 4 mil obras em 110 línguas.

### Periódicos

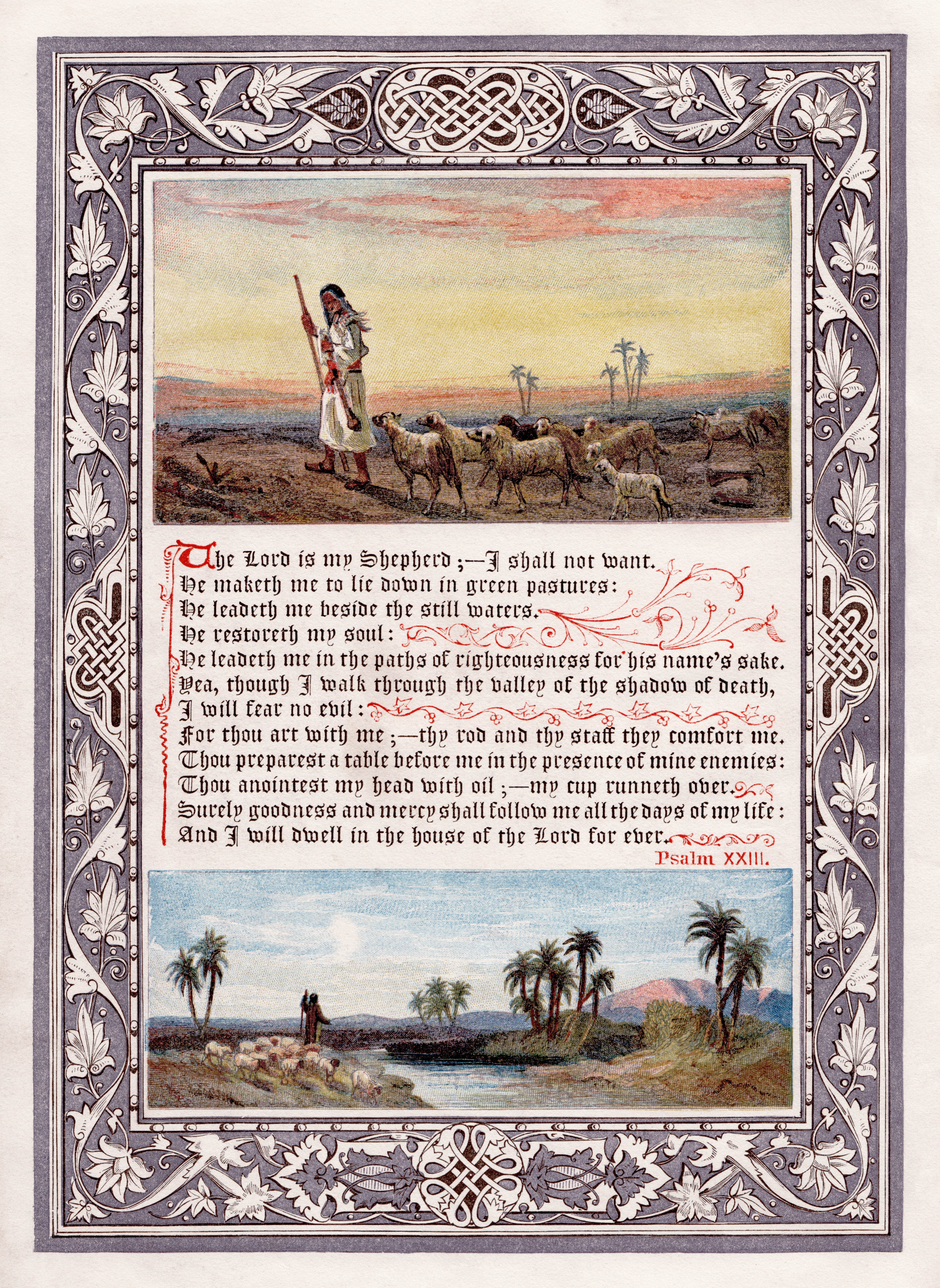
Ilustração da edição de 1880 de The Sunday at Home, revista publicada pela RTS.

Os primeiros periódicos publicados pela sociedade foram Child's Companion; or, Sunday scholar's reward e Tract Magazine; or Christian Miscellany. Ambas estrearam em 1824, e eram impressas mensalmente ao preço de 1 centavo. A primeira era destinada aos alunos da catequese e a segunda aos seus pais. Eles tiveram vendas mensais de 28.250 e 17 mil, respectivamente.

### Livros
Os livros da sociedade eram em sua maioria pequenos, mas incluíam obras maiores, como o Devotional Commentary em vários volumes e a enorme Analytical Concordance to the Bible de Robert Young .
Na década de 1840, a sociedade distribuiu 23 milhões de livros às famílias da classe trabalhadora. 
A partir da década de 1860, a Sociedade começou a publicar romances destinados a mulheres e crianças, fornecendo uma plataforma para uma nova geração de escritoras, incluindo Rosa Nouchette Carey.
A sociedade também publicou o romance Pilgrim's Progress, de John Bunyan. Eles reproduziram Pilgrim's Progress, em vários formatos, incluindo peças de um centavo, prêmios da Escola Dominical e versões resumidas baratas.

## Declínio
A receita proveniente da venda de livros e periódicos da sociedade entrou em declínio na década de 1890. Um relatório emitido pela sociedade atribuiu isso a uma "depressão geral [que] afetou gravemente o comércio de livros", embora tal depressão não existisse. A historiadora Aileen Fyfe atribui o declínio a um aumento na competição e a um declínio na influência do evangelismo cristão e na procura de literatura religiosa. 
À medida que a sociedade entrou no século XX, suas operações diminuíram. Reduziu o financiamento fornecido para o trabalho missionário estrangeiro e, em 1930, reorganizou todas as suas operações num único edifício. No período entre guerras, a circulação de folhetos diminuiu para um milhão, o nível mais baixo desde 1806.
Em 1932, um novo selo, Lutterworth Press, foi formado, sob o qual apareceu a maioria das publicações subsequentes da sociedade. 
Em 1935, a sociedade fundiu-se com a Sociedade de Literatura Cristã para a Índia e África, incorporando mais tarde também a Sociedade de Literatura Cristã para a China em 1941. A entidade resultante foi a Sociedade Unida para a Literatura Cristã, que, a partir de 2006, continuava a sua missão, em grande parte na forma de trabalho missionário no exterior.